# بوب بيدل
بوب بيدل (بالإنجليزية: Bob Bedell)‏ مواليد 26 يونيو 1944، كان لاعب كرة سلة أمريكي. بدأ مسيرته الاحترافية في سنة 1967. تم اختياره من قبل فريق فيلادلفيا سفنتي سيكسرز خلال الدرافت. حمل الرقم 22. بلغ طوله 6 قدم 7 بوصة (2.0 م). اعتزل اللعب في 1971.

## روابط خارجية
- بوب بيدل على موقع سبورتس رفرنس (الإنجليزية)
- بوب بيدل على موقع كلية كرة السلة في سبورتس رفرنس.كوم (الإنجليزية)
- بوب بيدل على موقع ريلجم (الإنجليزية)
- بوب بيدل على موقع بروبوليرز (الإنجليزية)